# 天祥寶塔禪寺
25°10′30″N 121°39′03″E / 25.175086°N 121.650916°E
天祥寶塔禪寺，簡稱天祥寶塔或天祥禪寺，位於新北市萬里區雙興里二坪6號之2，為一座隸屬於中台山的佛教寺院，由萬里靈泉寺同時也是中台山開山宗長的惟覺老和尚修建，主要供奉地藏王菩薩。禪寺興建於1996年，從制高點能夠觀覽陽明山區以及臺灣海峽海域的自然景色。名為「寶塔」係因禪寺有提供信眾奉安置放骨灰罈塔位之服務，其中地下1至2樓與寺院1至2樓設有納骨室、3樓設有祭祠室、4樓設有藏經室等設施。禪寺室內根據相關規範嚴禁攝影。

## 信仰活動

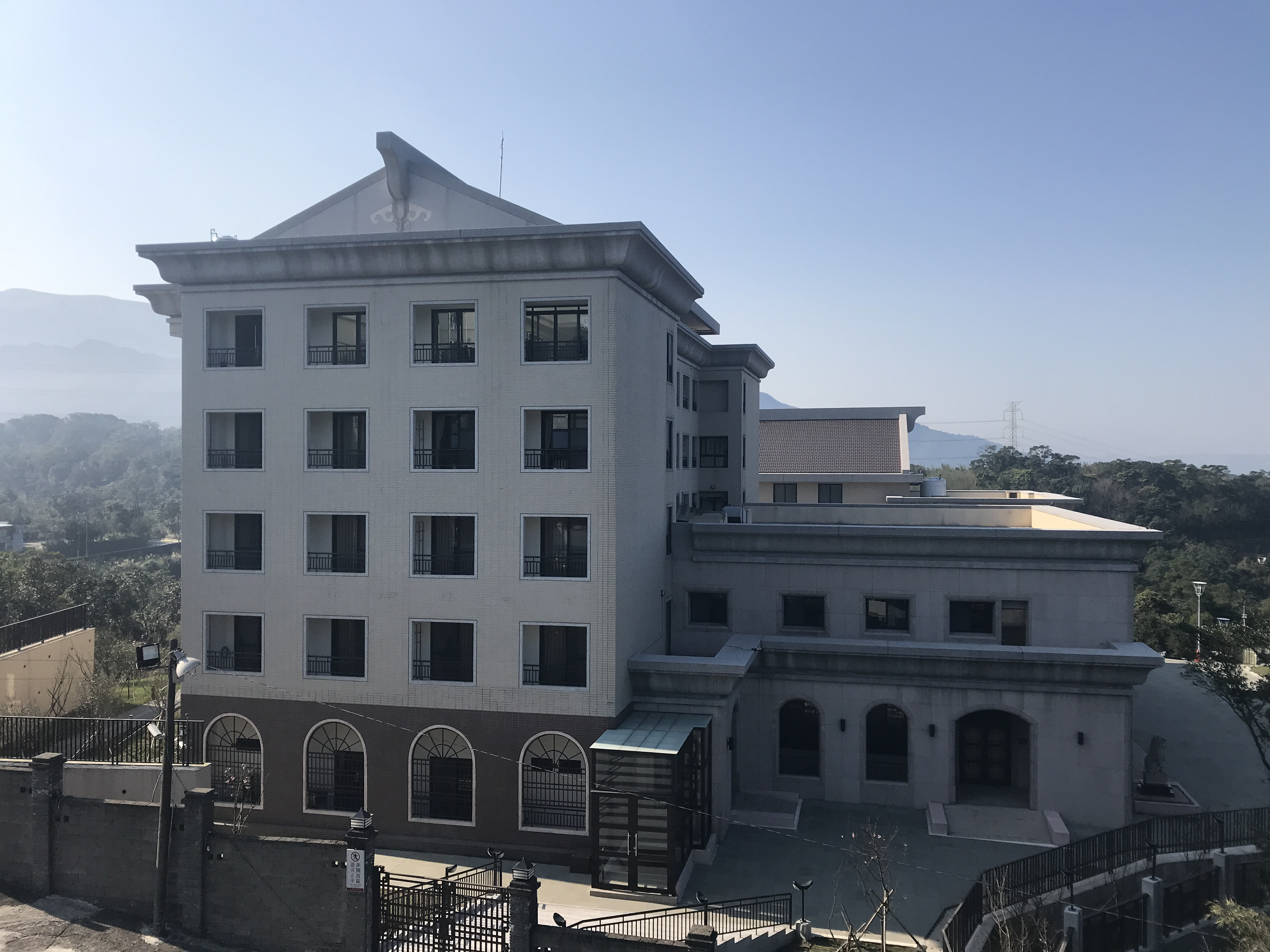
天祥寶塔禪寺

本寺每日固定的早、晚課誦，及上、下午各一場的超薦法會，如法莊嚴；逢週日舉行作七佛事、每月的三昧水懺，獲得廣大善信檀越響應，虔誠禮懺；若為過年、清明、盂蘭盆等特殊節日，則擴大舉辦法會，廣集信眾來山誦經禮懺，功德回向，拔薦眾生，離苦得樂。。

## 對聯與頌詞
根據官網首頁，天祥寶塔禪寺的名稱與建寺目的出自對聯：
|  | 天心永曜 寶塔培福利眾生 祥瑞恆昌 禪寺修德廣傳燈 |

惟覺老和尚於天祥寶塔禪寺落成啟用後即興著有《天祥寶塔頌》一詞：
|                   | 認捐寶塔建中台， 種因得果菩提開。 冥陽兩利增福慧， 孝親報恩莫等待。 |
| ——乙亥沙門 釋惟覺 |                                                                     |

## 爭議
1996年，中台禪寺於所屬之天祥寶塔禪寺因對外販售靈骨塔及蓮花座，牟利金額高達四十多億元，卻假報為信徒捐款而涉嫌逃漏稅。2012年，被新北市政府公告為非合法殯葬設施經營業者之一。

## 交通資訊
天祥寶塔禪寺交通路線說明：

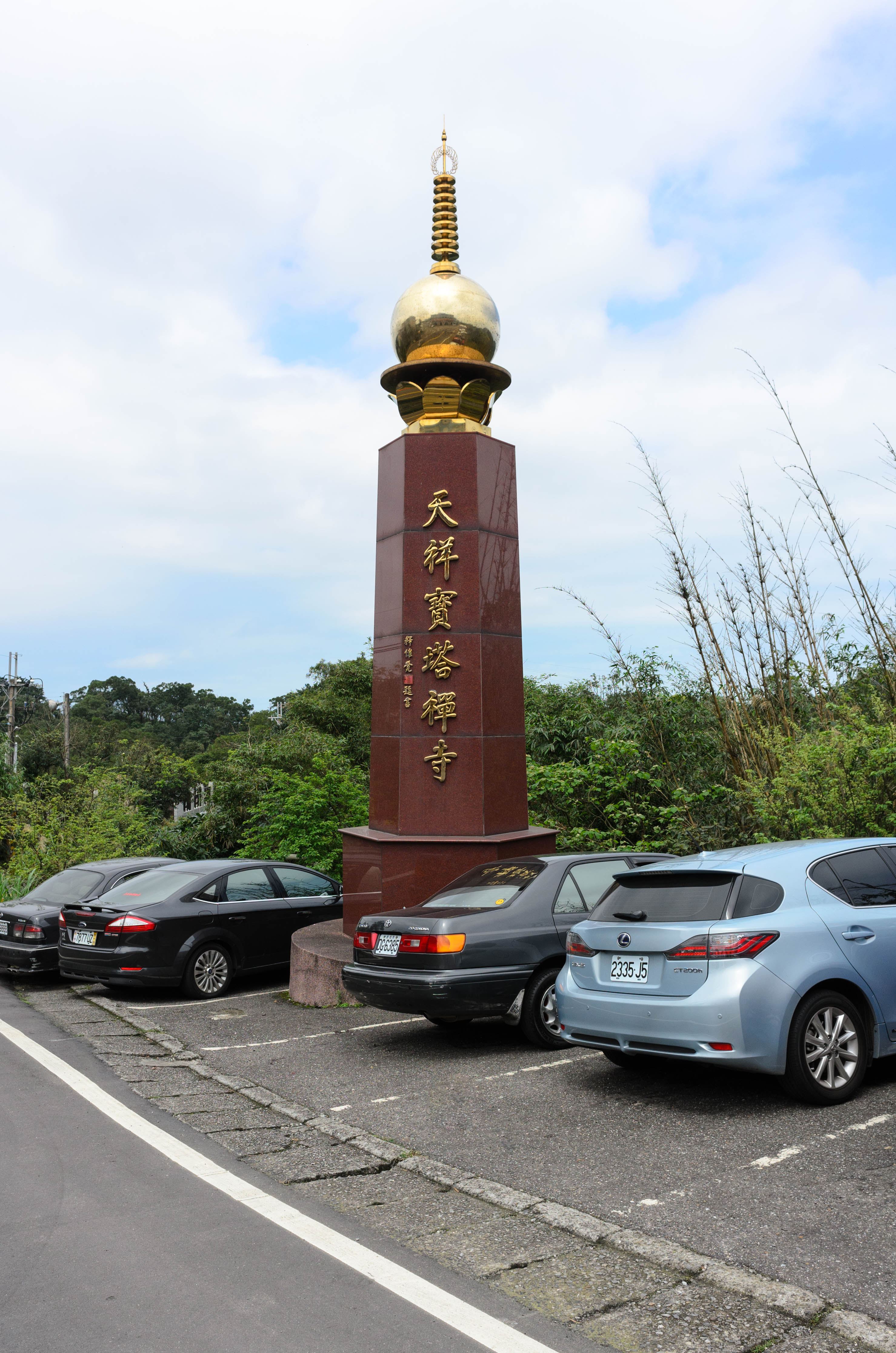
天祥寶塔禪寺路標

- 國道3號往北，過汐止收費站，在0.5公里處下基金交流道左轉，往金山萬里方向。抵達萬里後，於聲揚萬里的水泥柱時鐘地標時左轉。於北基社區叉路口時走左邊大馬路。於酒莊山產小吃叉路口時走右邊上逼路段。於安安土雞城招牌叉路口時，走左邊上波路段，再前行約500公尺即抵達。

- 國光客運1815號台北－法鼓山路線公車，自國光客運台北車站上車，於萬里橋頭下車再自行搭乘888路線公車、F921路線公車或是天祥寶塔禪寺的接駁車。非清明節法會期間則没有提供接駁服務。

## 外部連結
- 天祥寶塔禪寺官網 （页面存档备份，存于）